# Walther Wenck

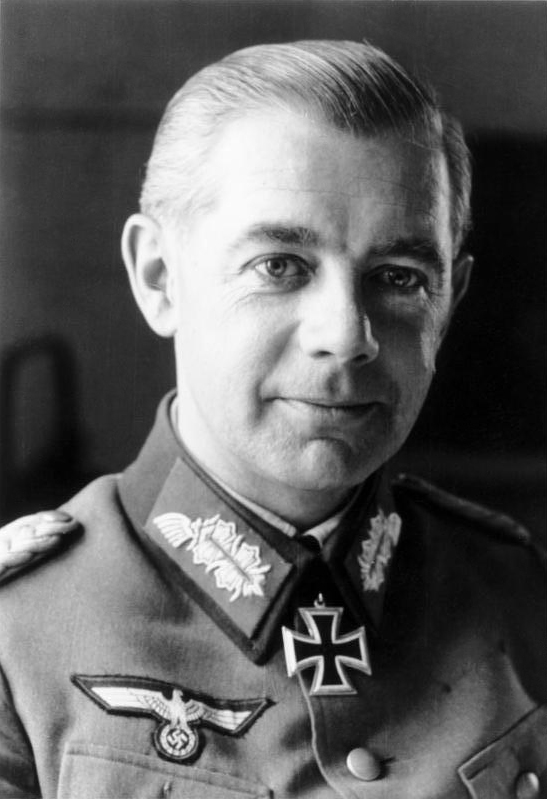
Walther Wenck, 1943

Walther Wenck (* 18. September 1900 in Wittenberg; † 1. Mai 1982 bei Ried im Innkreis, Oberösterreich) war ein deutscher Offizier, zuletzt General der Panzertruppe, und Manager.
Die ihm 1945 unterstellte 12. Armee, die auch unter dem Namen Armee Wenck bekannt wurde, stellte die letzte Hoffnung Adolf Hitlers auf die erfolgreiche Verteidigung der Reichshauptstadt Berlin dar. Den ihm dazu persönlich von Generalfeldmarschall Wilhelm Keitel überbrachten Befehl Hitlers führte er jedoch angesichts der militärischen Lage nicht aus.

## Leben

### Werdegang
Der dritte Sohn des Offiziers Maximilian Wenck trat Ostern 1911 als Kadett des Kadettenhauses Naumburg der preußischen Armee bei. Er war seit dem Frühjahr 1918 in der Hauptkadettenanstalt Berlin-Lichterfelde. Im Februar 1919 diente Wenck im Freikorps Reinhard und nahm unter anderem während der Niederschlagung des Spartakusaufstandes am Sturm auf das Berliner Zeitungsviertel teil. Dabei wurde er verwundet, was ihm die Beförderung zum Unteroffizier einbrachte. Anschließend trat er danach zum Freikorps von Oven über. Im Januar 1921 wurde Wenck in die Reichswehr übernommen. Er besuchte bis Februar 1923 die Zentrale Infanterieschule in München. Danach wurde Wenck zum Infanterie-Regiment 9 versetzt und damit verbunden zum Leutnant ernannt. Er heiratete Irmgard Wehnelt (1905–1995) am 3. Oktober 1928 und wurde am 1. August 1930 Vater von Zwillingen.

### Nationalsozialismus und Zweiter Weltkrieg
Wenck meldete sich zur Kraftfahrttruppe (eine Tarnbezeichnung für die durch den Versailler Vertrag verbotene Panzertruppe) und wurde am 1. Mai 1933 nach Berlin-Lankwitz zur 3. Kraftfahr-Abteilung versetzt. Diese Versetzung hatte er Oberstleutnant Heinz Guderian (damals Chef des Stabes der Inspektion der Kraftfahrtruppen im Reichswehrministerium) zu verdanken, der seine Karriere aufmerksam verfolgte. Er wurde am 1. Mai 1934 zum Hauptmann befördert. Wenck besuchte von 1935 bis 1936 die Kriegsakademie. Danach übernahm er einen Posten im Kommando der Panzertruppen in Berlin (im Generalstab). Er war nebenbei Adjutant bei Generaloberst Hans von Seeckt. Wenck wurde am 10. November 1938 Chef der 1. Kompanie des Panzer-Regiments 2 in Eisenach. Nach dieser Verwendung diente er ab dem 18. August 1939 im Stab der 1. Panzer-Division.
Mit dem Kriegsbeginn am 1. September 1939 wurde Wenck zum Major ernannt und erhielt drei Wochen später, am 18. September 1939 das Eiserne Kreuz II. Klasse. Zwei Wochen später, am 4. Oktober 1939, wurde er mit dem Eisernen Kreuz I. Klasse geehrt. Wenck wurde für besonderes taktisches Geschick bei der schnellen Eroberung der Stadt Belfort (am 18. Juni 1940 im Westfeldzug) vorzugsweise zum Oberstleutnant befördert. Guderian war dabei sein Vorgesetzter. Am 26. Januar 1942 erhielt Wenck das Deutsche Kreuz in Gold und wurde nach seiner Beförderung zum Oberst am 1. Juni 1942 als Lehrer zu Generalstabslehrgängen nach Berlin abkommandiert. Wenck wurde am 3. September 1942 Chef des Generalstabes des LVII. Panzerkorps, dann Stabschef beim rumänischen Armeeführer Generaloberst Petre Dumitrescu. Am 28. Dezember 1942 erhielt er in seiner Funktion als Chef des Stabes der Armeegruppe Hollidt das Ritterkreuz des Eisernen Kreuzes. Am 26. Dezember 1942 wurde er zum Generalstabschef der Armeeabteilung Hollidt ernannt, die Anfang März 1943 in 6. Armee umbenannt wurde. Dazwischen war er am 1. März zum Generalmajor befördert worden und wechselte am 11. März in die gleiche Position bei der 1. Panzerarmee unter General der Kavallerie von Mackensen. Ab dem 24. März 1944 war er noch Chef des Generalstabes der Heeresgruppe A. In dieser Position erhielt er am 1. April 1944 seine Beförderung zum Generalleutnant. Nach dem 20. Juli 1944 wurde Wenck unter Generaloberst Guderian Chef des Führungsstabes im Generalstab und behielt diesen Posten bis Februar 1945, als er bei einem Autounfall schwere Verletzungen erlitt.
Zum Ende des Krieges wurde er am 7. April 1945 von Hitler zum Oberbefehlshaber der neuen 12. Armee ernannt und gleichzeitig rückwirkend zum 1. Oktober 1944 zum General der Panzertruppe befördert. Wencks Einheit sollte Ende April in Richtung Berlin vorstoßen und so in die Schlacht um Berlin eingreifen. Weil die 12. Armee für ein solches Vorhaben aber weder personell noch materiell aufgestellt war und Berlin seiner Auffassung nach gegen die Rote Armee nicht länger gehalten werden konnte, verweigerte Wenck die Ausführung dieses Befehls.
Wenck marschierte stattdessen mit seiner 12. Armee zunächst in Richtung Osten, um  bei Beelitz die durchbrechenden Reste der 9. Armee unter dem Oberbefehl von Theodor Busse aufzunehmen. Diese waren um die Ortschaft Halbe von sowjetischen Truppen eingeschlossen. Im Kessel von Halbe befanden sich zehntausende Soldaten, Zivilisten und Zwangsarbeiter, die nach Westen drängten. Von außen feuerte die sowjetische Artillerie in den von der Wehrmacht gehaltenen Raum.  Wencks Soldaten gelang es, etwa 30.000 Soldaten und Zivilisten, die alle total entkräftet waren (60 km kämpfend zurückgelegt) aufzunehmen. Danach führte er alle Truppen und Zivilisten  nach Westen, den an der Elbe stehenden US-Streitkräften entgegen. Darunter befanden sich der junge Unteroffizier Georg Leber und die Soldaten Hans-Dietrich Genscher und Dieter Hildebrandt. Vorher war es Wencks Truppen noch gelungen, durch ihre Infanterie-Division Scharnhorst aus Lazaretten in den Beelitz-Heilstätten etwa 3.000 Verwundete und das Personal zu evakuieren. Sie erreichten Anfang Mai bei Tangermünde die Elbe. Zahlreichen Soldaten und Zivilisten gelang dort die Überquerung der Elbe auf einem provisorisch errichteten Holzsteg über die teilzerstörte Elbebrücke Tangermünde.
Ab dem Mittag des 3. Mai 1945 verhandelten Abgesandte der 12. Armee und der Stab des 9. US-Armeekommandos in Stendal die Kapitulation deutscher Einheiten und Überführung der kämpfenden Truppenteile über die Elbe in amerikanische Kriegsgefangenschaft. Die Amerikaner lehnten den Übergang deutscher Zivilisten strikt ab. Ab dem 6. Mai 1945 lag der immer kleiner werdende Kessel zwischen Hohengöhren und Ferchland in Reichweite der sowjetischen Artillerie. Dabei traf die Artillerie auch amerikanische Stellungen auf der Westseite der Elbe.
Die US-Soldaten räumten diese fluchtartig und ermöglichten so zehntausenden von Zivilisten die Flucht von der Ost- auf die Westseite des Flusses. In den frühen Morgenstunden des 5. Mai 1945 besetzte die Rote Armee Böhne. Zu der Zeit begann das Übersetzen der deutschen Verbände über die Elbe. Die Amerikaner hatten dazu vorher die Benutzung der teilweise zerstörten, aber wieder notdürftig für Fußgänger hergerichteten Elbbrücke bei Tangermünde sowie den Fährverkehr bei Schönhausen, Tangermünde und Ferchland erlaubt. Die letzten Kämpfe fanden am 7. Mai zwischen Fischbeck und Schönhausen statt; dabei war der Elbdeich oft die letzte Verteidigungslinie. Im Laufe des 8. Mai transportierten US-Truppen etwa 10.000 deutsche Soldaten, die bereits in US-Kriegsgefangenschaft gegangen waren, wieder über die Elbe und übergaben sie der Sowjetischen Armee. Etwa ein Drittel von ihnen starb in sowjetischer Kriegsgefangenschaft.

### Nachkriegszeit
Weihnachten 1947 kehrte Wenck aus der Kriegsgefangenschaft zurück und arbeitete seit September 1948 in einer kaufmännischen Hilfstätigkeit bei der Firma Hubert Schulte GmbH, Apparate- und Rohrleitungsbau, in Bochum-Dahlhausen, einer Tochtergesellschaft der Dr. C. Otto & Comp., Feuerfeste Fabriken, Dahlhausen. Kurze Zeit später wurde er von der Hauptgesellschaft übernommen. Hier wurde er 1954 in die Geschäftsführung berufen und im Folgejahr 1955 mit deren Vorsitz betraut. Wenck sollte nach dem Aufbau der deutschen Bundeswehr an deren Spitze treten; dieses Angebot wurde allerdings nach seinen Forderungen für dieses Amt (personelle Veränderungen; statt Generalinspekteur ein Oberbefehlshaber der Bundeswehr u. ä.) zurückgenommen. Ab 1960 war Wenck Generaldirektor der Diehl Stiftung in Nürnberg im Bereich Wehrtechnik und Rüstung. 1966 trat er in den Ruhestand und wohnte seitdem in Bad Rothenfelde in Niedersachsen.
Walther Wenck verunglückte am 1. Mai 1982 während einer Reise in Österreich tödlich, als sein Auto gegen einen Baum prallte. Er wurde wenige Tage später in seinem Wohnort Bad Rothenfelde beigesetzt.